# Soleil de Ré
 (août 2016).
Soleil de Ré La Rochelle est une station de radio locale diffusant ses programmes sur l'île de Ré et à La Rochelle, dans le département de la Charente-Maritime. 
Cette radio, gérée par l'association « Île de Ré Radiodiffusion »[Passage contradictoire] se veut un média de proximité, qui met l'accent sur les informations pratiques, avec un produit-antenne professionnel. Soleil de Ré La Rochelle est une radio de catégorie B, donc à vocation commerciale.[Passage contradictoire]

## Historique
Née le 16 août 2005, elle se voit accorder une fréquence temporaire de 9 mois dans un premier temps, puis une seconde en 2006. Le 19 décembre 2006, le CSA lui attribue une fréquence pérenne. Elle émet depuis lors sur la bande FM, en modulation de fréquence, à la fréquence de 104,1 MHz. Depuis 2007, la programmation est en même temps diffusé en direct sur Internet.
En novembre 2013, à la suite de la tempête Xynthia de 2010 et à la demande de la Communauté de communes de l'île de Ré, Soleil de Ré La Rochelle déménage son site d'émission dans un lieu non inondable.

## Équipes de la station
La station recense plusieurs chroniqueurs et intervenants : Jacques Leniau, Bruno Hittler, Richard Adaridi, Sylvie Olympe, Lucque Habricau, Cédric Bertillon, Pierre Leclerc, Alain Rénaldini, Daidy Bodin, Les Polémix, Catherine Salez, Marie Victoire et Evelyne Monier. Du point de vue musical, on peut citer Anne Victoria, Caroline Blake, Michel Grateau, Ronan Tenaud, Miss Candice, Samy la Glue. Dans le domaine sportif, Philippe Boislard et Martial Ramos commentent en direct le rugby du Stade rochelais, tandis que Pierre Leclerc tient une chronique nautisme. 

## Programmation

### Actualité
En juillet 2010, Richard Adaridi présente une émission talk quotidienne, « Toute l'île en parle ». Cette émission aborde tous les sujets de l'actualité pratique, culturelle, touristique, sociale, politique, etc. de l’île de Ré et de la région rochelaise.

### Musique
La programmation musicale de la station a été entièrement renouvelée en 2010 pour correspondre à une cible 25-49 ans. Variétés étrangères, variétés françaises, musique latino soul/funk, rock, crooners se mélangent dans ce cocktail qui se veut « ensoleillé et tonique ». Une grande place éditoriale est faite à une vingtaine de chroniqueurs qui se succèdent à l'antenne.

### Sport
Depuis 2010, Soleil de Ré retransmet en direct toutes les rencontres à domicile du club de rugby de La Rochelle, intitulé Stade rochelais. Les commentaires sont assurés par Philippe Boislard et Martial Ramos.

## Diffusion
Le bassin d'auditeurs potentiels de la station couvre la périphérie de La Rochelle, le Sud de la Vendée, le littoral entre La Tranche-sur-Mer et Rochefort, ainsi qu'une portion de l'Île d'Oléron. Son émetteur unique est situé sur l'Île de Ré, avec une fréquence de fonctionnement de 104,1 MHz.

## Événementiel
Certains artistes se sont produits en live dans « Toute l’île en parle ». Il s'agit de Anne-Charlotte Stecker, Elisabeth Herbin et son trio, Groove Catchers, Gil Yaquero, Eric Dufaure, Ana Dlp et Grégory Bette.